# Joseph Sargent
Joseph Sargent (New Jersey, 22 juli 1925 - Malibu (Californië), 22 december 2014) was een Amerikaans acteur en film- en televisieregisseur.

## Biografie
Joseph Sargent werd geboren als Giuseppe Danielle Sorgente in New Jersey op 22 juli 1925, als zoon van het Italiaanse echtpaar Maria Noviello en Domenico Sorgente. Sargent begon zijn carrière als acteur in verschillende films en televisieprogramma's. Hij is vader van actrice Lia Sargent, bekend als stemactrice in animatiefilms.
Ondanks dat hij vele tv-films regisseerde, lokte zijn beste langspeelfilms discussies uit bij het uitbrengen in de bioscopen, onder andere White Lightning (actiefilm) met Burt Reynolds, MacArthur een biopic met Gregory Peck, en de horrorreeks Nightmares. Zijn populairste film was de metrothriller The Taking of Pelham One Two Three.
Als acteur speelde hij de rol van een soldaat in de film From Here to Eternity, maar stond niet in de aftiteling. Op de set van deze film ontmoette hij zijn eerste vrouw Mary Carver. Midden de jaren 1950 stapte Sargent over naar het regisseren. De volgende vijftien jaar regisseerde hij enkele afleveringen van de tv-series Lassie, The Invaders, The Man from U.N.C.L.E. en Star Trek (The Original Series).
In 1969 regisseerde hij zijn eerste sciencefictionthriller Colossus: The Forbin Project en in 1972 The Man met James Earl Jones die eerst als tv-film was opgestart. Hij regisseerde in de jaren 1970 zowel tv-films als bioscoopfilms. Met het succes van Jaws 1 en 2 regisseerde hij in 1987 Jaws: The Revenge, de derde film uit de reeks gestart door Steven Spielberg. De film kreeg hoofdzakelijk negatieve kritieken en werd genomineerd voor Razzie van "slechtste regisseur" in 1987. Hierna concentreerde hij zich op tv-films zoals The Karen Carpenter Story, The Long Island Incident, Dostoevsky's Crime and Punishment en de remake van Sally Field's docudrama Sybil.
Joseph Sargent en zijn tweede vrouw Carolyn Nelson legde de fundamenten voor het Deaf West Theatre. Hij hielp als "Senior filmmaker-in-huis" in het American Film Institute in Los Angeles in de functie van directeur programmatie .
Sargent overleed op 89-jarige leeftijd ten gevolge van verwikkelingen bij zijn hartziekte, thuis in Malibu, California op 22 december 2014.

## Filmografie

### Televisieseries
| Jaar        | tv-serie (regisseur)    | Afleveringen |
| ----------- | ----------------------- | ------------ |
| 1954 - 1974 | Lassie                  | 14           |
| 1967 - 1968 | The Invaders            | 4            |
| 1964 - 1968 | The Man from U.N.C.L.E. | 11           |
| 1965 - 1974 | The F.B.I.              | 12           |
| 1966 - 1969 | Star Trek               | 1            |
| 1973 - 1978 | Kojak                   | 1            |
| 1981        | Manions of America      | 1            |

### Films
| Jaar | Film                               | Regisseur | Producent | Acteur |
| ---- | ---------------------------------- | --------- | --------- | ------ |
| 1953 | From Here to Eternity              |           |           | X      |
| 1967 | Tobruk                             |           |           | X      |
| 1968 | The Hell with Heroes               | X         |           |        |
| 1970 | Colossus: The Forbin Project       | X         |           |        |
| 1972 | The Man                            | X         |           |        |
| 1973 | White Lightning                    | X         |           |        |
| 1974 | The Taking of Pelham One Two Three | X         |           |        |
| 1975 | The Night That Panicked America    | X         | X         |        |
| 1977 | MacArthur                          | X         |           |        |
| 1981 | Manions of America                 | X         |           |        |
| 1983 | Nightmares                         | X         |           |        |
| 1985 | Love Is Never Silent               | X         |           |        |
| 1985 | Space                              | X         |           |        |
| 1987 | Jaws: The Revenge                  | X         | X         |        |
| 1989 | The Karen Carpenter Story          | X         |           |        |
| 1998 | Mandela and de Klerk               | X         |           |        |
| 1998 | The Long Island Incident           | X         |           |        |
| 1999 | A Lesson Before Dying              | X         |           |        |
| 2004 | Something the Lord Made            | X         |           |        |
| 2005 | Warm Springs                       | X         |           |        |
| 2007 | Sybil                              | X         |           |        |
| 2008 | Sweet Nothing in My Ear            | X         |           |        |

## Onderscheidingen
Sargent werd genomineerd voor verschillende Emmy Awards, waarvan hij er vier won. De eerste nominatie was voor de regie van de tv-film Tribes (1970). Zijn tweede nominatie was voor de pilotaflevering van Kojak , getiteld The Marcus-Nelson Murders (1973), wat hem zijn eerste Emmy opleverde. De andere Emmy's waren voor de films Love Is Never Silent (1985), Caroline? (1990) en Miss Rose White (1992). Sargent werd ook genomineerd voor Amber Waves (1980), A Lesson Before Dying (1999), Something the Lord Made (2004) en Warm Springs (2005), waar Kenneth Branagh president Franklin D. Roosevelt speelde.
Voor de pilotaflevering van Kojak won hij in 1974 de Directors Guild of America Award. Sargent werd ook genomineerd voor acht DGA Awards voor tv-films, meer dan welke andere regisseur in deze categorie. In 2005 won hij de DGA Outstanding Directorial Achievement Award voor Something the LORD Made, en nog één het jaar nadien voor Warm Springs.